# هدی شعبی
هدی شعبی (انگلیسی: Houda Chaabi؛ زادهٔ ۷ ژوئیهٔ ۱۹۸۶) تیرانداز زن اهل الجزایر است.